# Podura aquatica
Espèce
Synonymes
- Podura granulata MacGillivray, 1893
- Podura aquatica ferruginea Börner, 1900
- Podura aquatica nigripes Heymons & Heymons, 1909
- Podura aquatica mimula Maynard, 1951

Podura aquatica, la Podure noire aquatique, est une espèce de collemboles de la famille des Poduridae.

## Distribution
Cette espèce se rencontre en zone holarctique.

## Habitat
Ce collembole se rencontre à la surface des eaux stagnantes, des étangs, des mares, des grandes flaques, des endroits marécageux, des canaux, etc...

## Description

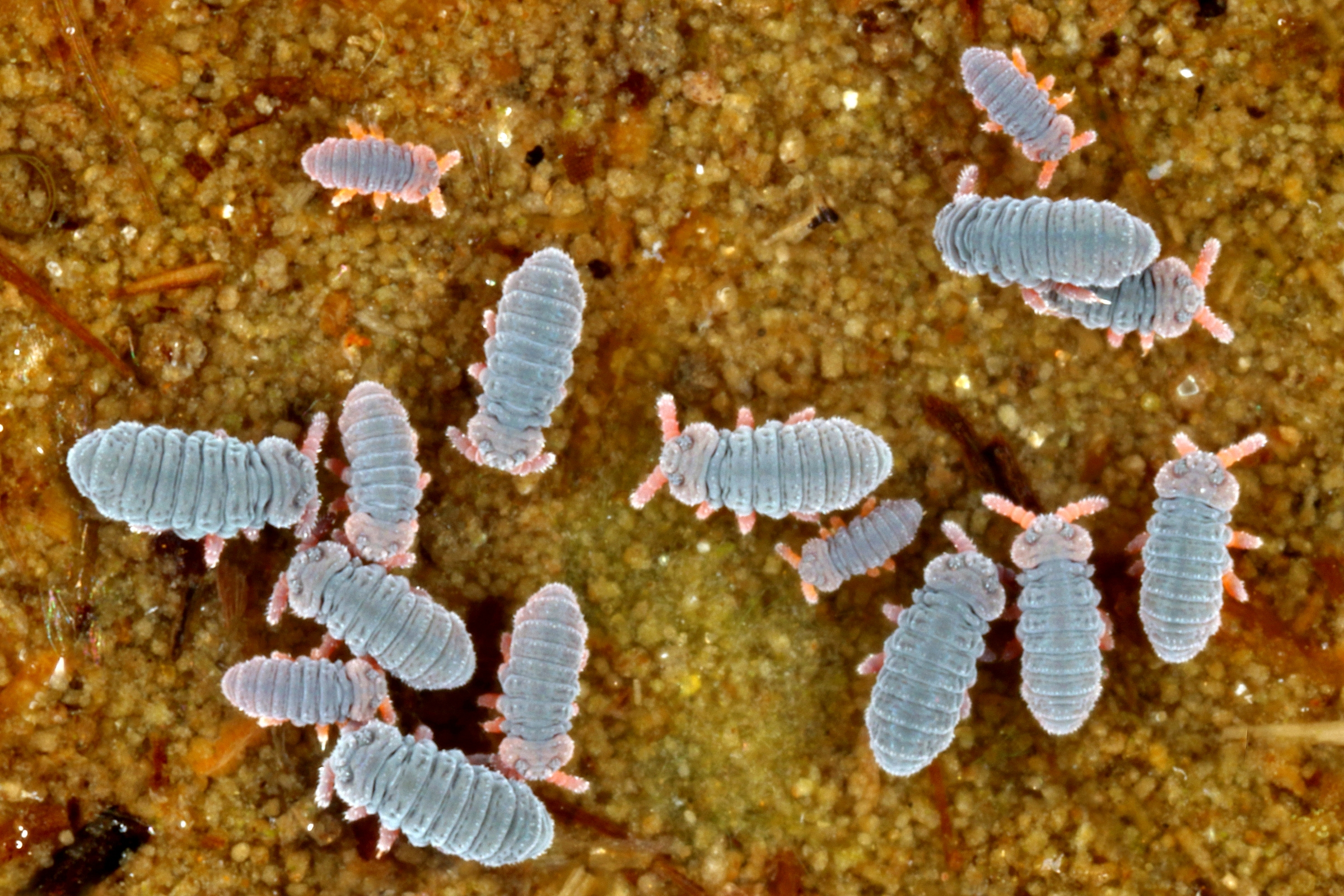
Podura aquatica

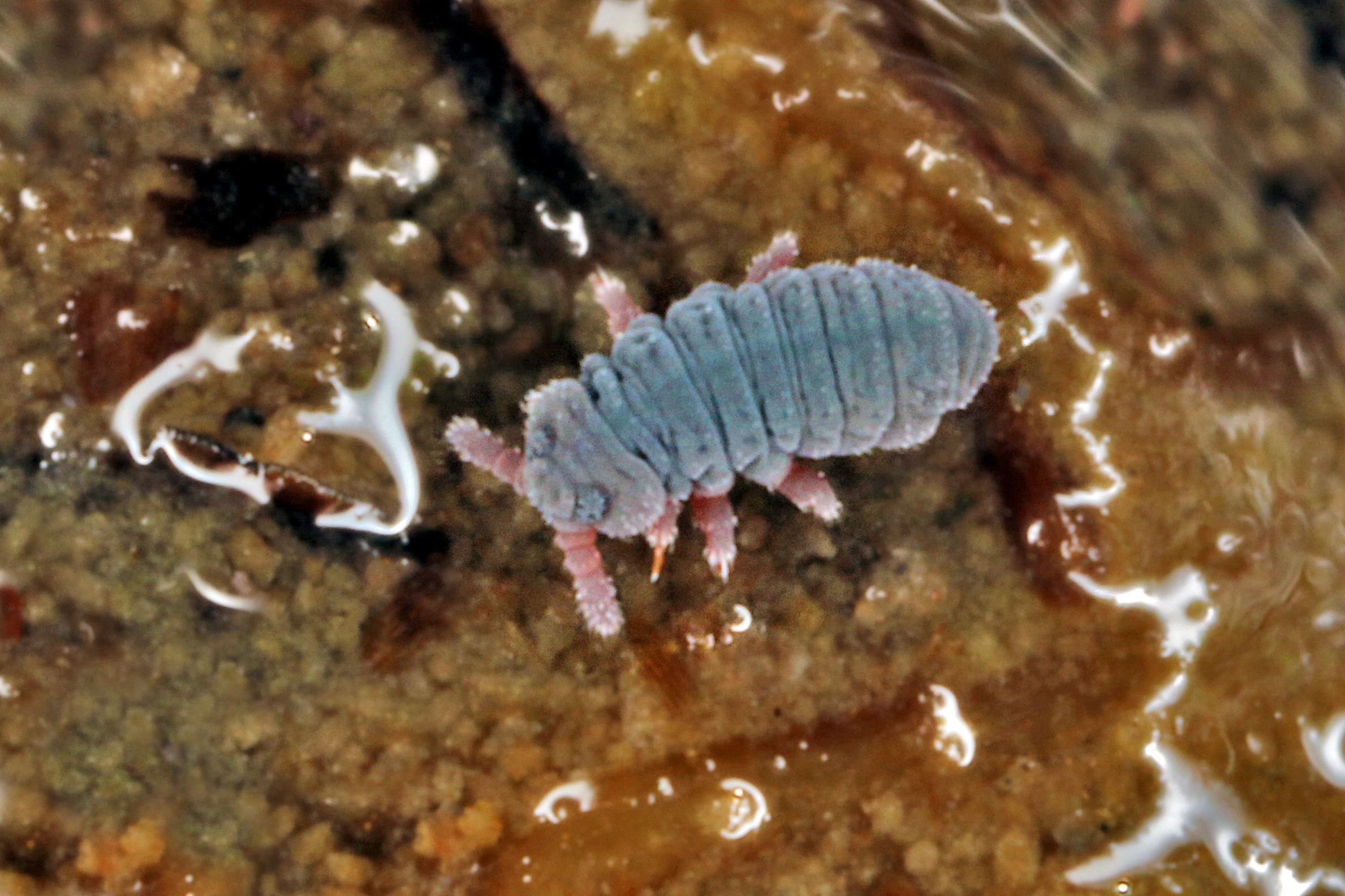
Podura aquatica

Sa longueur est de un à deux millimètres environ, de couleur brun foncé à gris ou noir. Sa tête est hypognathe.
Grâce à sa furcule (furcula; en latin « petite fourche »), qui est un appendice abdominal à deux pointes qu'elle déplie en cas d'attaque, cette espèce peut faire des bonds d'une vingtaine de centimètres pour échapper à ses prédateurs. La furcule grande et aplanie ne rompt pas la tension superficielle de l'eau.
Elle s'alimente de la décomposition de matières organiques.
Elle se reproduit par un système complexe, avec indirectement le contact de spermatophores.

## Publication originale
- Linné, 1758 : Systema naturæ per regna tria naturæ, secundum classes, ordines, genera, species, cum characteribus, differentiis, synonymis, locis. Tomus I. Editio decima, reformata. Holmiæ, Salvius, p. 1-824 (texte intégral).